# Château de Lantenay
Le château de Lantenay est un château du XVIIe siècle situé à Lantenay (Côte-d'Or) en Bourgogne-Franche-Comté .

## Localisation
Le château est situé à flanc de coteau à la limite orientale du village.

## Historique
Dès 584, le roi Gontrand inclus Lantenay aux possessions de  Saint-Bénigne. Le château est  par la suite très fréquenté par les ducs. C’est dans l'église de Lantenay que Hugues IV marie sa petite fille Alix le 1er novembre 1268. Le 5 juillet 1316, Agnès de France y reçoit Guillaume de Mello, seigneur d'Epoisses et en 1349, Eudes IV y dicte y son testament. L’année suivante son successeur le dote de six canons. En août 1361, on l’aménage pour y accueillir la sœur aînée de Philippe le Hardi. D’importants travaux sont entrepris : remise en état du parc et de la grosse tour, réfection des chambres, des fontaines et de la chapelle. En 1417, Jean sans Peur donne à Renaud, vicomte de Murat, le château et la forteresse de Lantenay ; en 1432, Philippe le Bon en fait don à Philippe de Courcelles et en 1479, Lantenay est donné par le roi à Robert de Montgomery. Vers 1594, un nommé La Violette fait saper la grosse tour du côté des latrines et, peu de temps après, la garnison de Dijon en achève la démolition[réf. souhaitée].
Le 1er mai 1619, Jean Bouhier (1546-1620), conseiller au Parlement de Bourgogne, achète Lantenay à Jean Dardault, lieutenant civil au bailliage d'Arnay, pour 26.000 £[réf. souhaitée]. Il fait ériger le château sur le site d’un château ancien du  XIIe siècle, dont ne subsiste qu’une chapelle dont la voûte en berceau brisé est couverte de fresques. Les terres de Lantenay et Pasques sont érigées en marquisat par lettres de juin 1677 au profit de Benoît-Bernard Bouhier (1642-1682), président au Grand Conseil, sous l'appellation de Beaumanoir ; il avait épousé Claude-Marie Gagne de Perrigny, et fit construire un nouveau château. Par autres lettres de décembre 1724 (ou dès mai 1709 ?), le marquisat fut appelé Bouhier en faveur de leur fils Antoine-Bernard Bouhier (1672-1746) conseiller au parlement de Dijon, époux de Catherine Thierrat. Il poursuivit la décoration des lieux. Ils n'eurent qu'une fille unique, Claude-Marie (1701-1791), qui épousa en octobre 1717 (à 16 ans) un cousin germain et contemporain de son père, le président, érudit bibliophile et futur académicien, Jean Bouhier de Savigny (1673-1746), un veuf de 44 ans.   
Mais près de trente ans plus tard, son vieux père, ayant vu mourir son gendre qui n'avait laissé que deux filles, légua par testament le marquisat de Bouhier-Lantenay à un autre neveu "à la mode de Bourgogne", Bénigne IV Bouhier (1723-1797), âgé de 23 ans, qui en fit reprise de fief le 12 janvier 1747. C'est son père (Bénigne 3, officier) qui avait fait construire le grand hôtel Bouhier, dit de Lantenay à Dijon à partir de 1756, dont il hérita en 1760, mais qu'il n'habita pas. Il fit carrière comme conseiller (après son oncle) et président au Parlement (1756-79), et  mourut en émigration à Fribourg (Suisse), dernier mâle de son nom. En effet, de Charlotte-Élisabeth Normand, il eut un fils mort jeune et une fille Antoinette (1749-1781), marquise (Aubert) de Tourny, morte avant ses parents, s.p.s. Depuis longtemps, le président voulait se défaire de son hôtel de Dijon, qu'il vendit alors à la Province (devenu siège de l'Intendance, puis préfecture de la Côte-d'Or).  Le tout est vendu comme bien national à la Révolution. Une restauration complète est réalisée en 1922 par Charles Javelle pour Marius Duché avec modification considérable de la distribution et la décoration des pièces.

## Architecture
Reconstruit à flanc de coteau au XVIIe siècle, le château de Lantenay est actuellement constitué de deux corps de bâtiment en L. Sa façade ouest est encadrée de deux grands pavillons carrés renfermant chacun un escalier avec rampe en fer forgé. L'un d’eux est un escalier tournant à une seule volée. Dans la cour intérieure, un nymphée est incorporé au mur de soutènement d'une terrasse à balustres restaurée vers 1990. On a reconstitué la décoration du XVIIIe siècle d’Antoine Bouhier. Dans le parc à l'anglaise du XIXe siècle, on remarque le colombier et l'ancienne chapelle aux toits de laves et un pavillon du XVIIe siècle[réf. souhaitée]. 
Le nymphée, le mur de soutènement de la terrasse et sa balustrade, la glacière et le pavillon du jardin sont classés par arrêté du 5 août 1988. L'ensemble des façades et des toitures, le colombier, la chapelle et l'orangerie sont inscrits par le même arrêté.

## Mobilier
Les deux escaliers intérieurs monumentaux des extrémités nord et sud du château sont classés par arrêté du 27 décembre 1963.